# Lheue (Simpang Tiga)
Lheue is een bestuurslaag in het regentschap Pidie van de provincie Atjeh, Indonesië. Lheue telt 153 inwoners (volkstelling 2010).